# Rotomaninitua / Lake Angelus
Der Rotomaninitua / Lake Angelus ist ein Gebirgssee in der Region des Tasman District auf der Südinsel von Neuseeland.

## Geographie
Der Rotomaninitua / Lake Angelus befindet sich im Gebirge der Travers Range, rund 2 km südsüdwestlich, der Angelus Ridge rund 1,6 km südlich und dem Ausläufer der Robert Ridge, die rund 850 m östlich beginnt und sich nach Nordnordosten hinzieht. Westlich des Sees liegt in einer Entfernung von gut 5 km der Lake Rotoroa und rund 6 km ostnordöstlich der Lake Rotoiti, der im Norden an Saint Arnaud grenzt.
Der See, der auf einer Höhe von 1650 m anzutreffen ist, wird im Westen, Nord und Osten von bis zu 1860 m hohen Bergen um ringt und besitzt eine Öffnung in südsüdöstliche Richtung. Mit einer Uferlinie von rund 2,23 km erstreckt sich der See über eine Fläche von 18,8 Hektar und einer Länge von rund 730 m in Nordnordwest-Südsüdost-Richtung. An seiner breitesten Stelle misst der See rund 380 m in Westsüdwest-Ostnordost-Richtung. Der See ist in den meisten Jahren von Mai bis Oktober zugefroren und mit einer weißen Schneedecke bedeckt.
Zwischen 20 m und 50 m östlich angrenzend liegt in dem Talkessel ein kleiner knapp 2 Hektar großer Nachbarsee, der seine Wässer dem Rotomaninitua / Lake Angelus zuträgt. Weitere reguläre Zuflüsse sind für den Rotomaninitua / Lake Angelus nicht zu erkennen. Entwässert wird der See an seinem südlichen Ende über den Hukere Stream, der später in den Travers River mündet.

## Hochalpine Wanderwege
Der Rotomaninitua / Lake Angelus ist über vier verschiedene Wanderrouten zu erreichen:
- über die Mount Cedric Route, die vom Lake Rotoroa aus startet und über den 1532 m hohen Mount Cedric führt. Die Tour nimmt ca. 6 Stunden in Anspruch.[3]
- über den Cascade Track. Diese Tour kann wahlweise von der Coldwater Hut über den Lower Traverse Valley Track oder von der Lakehead Hut über den Lakehead Track gestartet werden. Über beide Routen kann der Einstieg in den Cascade Track erreicht werden. Beide Routen werden ebenfalls mit ca. 6 Stunden Wanderzeit veranschlagt.[3]
- über die Speargrass Creek Route, die ihren Einstieg für Wanderer am Ende der Mount Robert Road am Lake Rotoiti hat und mit dem Speargrass Track beginnt. An der Speargrass Hut zweigt der Wanderweg dann in Richtung des Rotomaninitua / Lake Angelus. Auch hier wird die Wanderzeit mit ca. 6 Stunden angegeben. Bei schlechtem Wetter ist diese Route ein sicherer Abstiegsweg.[3]
- über die Robert Ridge Route, die ebenfalls am Ende der Mount Robert Road über den Pinchgut Track beginnt. Von dort in vielen Serpentinen hoch bis zum 1421 m hohen Pourangahau / Mount Robert führt und dann entlang der Kammlage der Robert Ridge zur Hütte und zum See führt. Wanderzeit auch hier ca. 6 Stunden.[3]

Alle Wanderwege enden an der Angelus Hut, die direkt an der Südost-Seite des Sees liegt.